# Campionat Mundial de Turismes de 2009
El Campionat Mundial de Turismes de 2009 va ser la sisena temporada del Campionat Mundial de Turismes. Va començar el 8 de març i va acabar el 22 de novembre després de 24 curses.

## Pilots i equips
| No. | Pilot                | Equip                        | Cotxe               |
| --- | -------------------- | ---------------------------- | ------------------- |
| 1   | Yvan Muller          | SEAT Sport                   | SEAT León 2.0 TDI   |
| 2   | Gabriele Tarquini    | SEAT Sport                   | SEAT León 2.0 TDI   |
| 3   | Rickard Rydell       | SEAT Sport                   | SEAT León 2.0 TDI   |
| 4   | Jordi Gené           | SEAT Sport                   | SEAT León 2.0 TDI   |
| 5   | Tiago Monteiro       | SEAT Sport                   | SEAT León 2.0 TDI   |
| 6   | Andy Priaulx         | BMW Team UK                  | BMW 320si           |
| 7   | Jörg Müller          | BMW Team Germany             | BMW 320si           |
| 8   | Augusto Farfus       | BMW Team Germany             | BMW 320si           |
| 9   | Alessandro Zanardi   | BMW Team Italy-Spain         | BMW 320si           |
| 10  | Sergio Hernández     | BMW Team Italy-Spain         | BMW 320si           |
| 11  | Robert Huff          | Chevrolet RML                | Chevrolet Cruze LT  |
| 12  | Alain Menu           | Chevrolet RML                | Chevrolet Cruze LT  |
| 14  | Nicola Larini        | Chevrolet RML                | Chevrolet Cruze LT  |
| 18  | Jaap van Lagen       | LADA Sport                   | LADA 110 2.0        |
| 19  | Kirill Ladygin       | LADA Sport                   | LADA 110 2.0        |
| 20  | Viktor Shapovalov    | LADA Sport                   | LADA 110 2.0        |
| 21  | Tom Coronel          | SUNRED Engineering           | SEAT León 2.0 TFSI  |
| 22  | Tom Boardman         | SUNRED Engineering           | SEAT León 2.0 TFSI  |
| 23  | Félix Porteiro       | Scuderia Proteam Motorsport  | BMW 320si           |
| 24  | George Tanev         | Scuderia Proteam Motorsport  | BMW 320si           |
| 25  | Franz Engstler       | Liqui Moly Team Engstler     | BMW 320si           |
| 26  | Kristian Poulsen     | Liqui Moly Team Engstler     | BMW 320si           |
| 27  | Stefano D'Aste       | Wiechers-Sport               | BMW 320si           |
| 28  | Marin Čolak          | Čolak Racing Team Ingra      | SEAT León 2.0 TFSI  |
| 29  | Éric Cayrolle        | SUNRED Engineering           | SEAT León 2.0 TFSI  |
| 30  | Mehdi Bennani        | Exagon Engineering           | SEAT León 2.0 TFSI  |
| 31  | Vito Postiglione     | Scuderia Proteam Motorsport  | BMW 320si           |
| 32  | Tim Coronel          | SUNRED Engineering           | SEAT León 2.0 TFSI  |
| 33  | Laurent Cazenave     | Wiechers-Sport               | BMW 320si           |
| 35  | Diego Puyo           | SUNRED Engineering           | SEAT León 2.0 TFSI  |
| 36  | James Thompson       | LADA Sport                   | LADA Priora         |
| 37  | Norbert Michelisz    | SUNRED Engineering           | SEAT León 2.0 TFSI  |
| 38  | Philip Geipel        | Liqui Moly Team Engstler     | BMW 320si           |
| 39  | Robert Dahlgren      | Volvo Olsbergs Green Racing  | Volvo C30           |
| 40  | Tommy Rustad         | Volvo Olsbergs Green Racing  | Volvo C30           |
| 41  | Jean-Marie Clairet   | SUNRED Engineering           | SEAT León 2.0 TFSI  |
| 42  | Michel Nykjær        | Perfection Racing            | Chevrolet Lacetti   |
| 43  | Jason Watt           | Team Bygma Jason Watt Racing | SEAT León 2.0 TFSI  |
| 44  | Andrey Romanov       | Engstler Motorsport          | BMW 320i            |
| 45  | Sergey Krylov        | GR Asia                      | SEAT León           |
| 46  | David Louie          | Engstler Motorsport          | BMW 320i            |
| 50  | Lev Fridman          | Russian Bear Motorsport      | BMW 320i            |
| 51  | Evgeny Zelenov       | Russian Bear Motorsport      | BMW 320i            |
| 52  | Viktor Shapovalov    | Russian Bear Motorsport      | BMW 320i            |
| 54  | Alexander Lvov       | Golden Motors                | Honda Accord Euro R |
| 55  | Andrey Smetsky       | Golden Motors                | Honda Accord Euro R |
| 60  | Robert Dahlgren      | Polestar Racing              | Volvo S60 Flexifuel |
| 62  | Ao Chi Hong          | Ao's Racing Team             | BMW 320i            |
| 63  | Henry Lee Jr.        | Avtodom Racing               | BMW 320i            |
| 66  | André Couto          | N.Technology                 | Alfa Romeo 156      |
| 77  | Luís Pedro Magalhães | Exagon Engineering           | SEAT León           |
| 88  | Rickard Rydell       | Chevrolet                    | Chevrolet Lacetti   |
| 88  | Rickard Rydell       | SEAT Sport                   | SEAT León           |

## Calendari 2007
| Cursa | Data           | País            | Circuit      | Pilot guanyador    |
| ----- | -------------- | --------------- | ------------ | ------------------ |
| 1     | 8 de març      | Brasil          | Curitiba     | Yvan Muller        |
| 2     | 8 de març      | Brasil          | Curitiba     | Gabriele Tarquini  |
| 3     | 22 de març     | Mèxic           | Puebla       | Rickard Rydell     |
| 4     | 22 de març     | Mèxic           | Puebla       | Yvan Muller        |
| 5     | 3 de maig      | Marroc          | Marrakech    | Robert Huff        |
| 6     | 3 de maig      | Marroc          | Marrakech    | Nicola Larini      |
| 7     | 17 de maig     | França          | Pau          | Robert Huff        |
| 8     | 17 de maig     | França          | Pau          | Alain Menu         |
| 9     | 31 de maig     | Espanya         | Xest         | Yvan Muller        |
| 10    | 31 de maig     | Espanya         | Xest         | Augusto Farfus     |
| 11    | 21 de juny     | República Txeca | Brno         | Alessandro Zanardi |
| 12    | 21 de juny     | República Txeca | Brno         | Sergio Hernández   |
| 13    | 5 de juliol    | Portugal        | Boavista     | Gabriele Tarquini  |
| 14    | 5 de juliol    | Portugal        | Boavista     | Augusto Farfus     |
| 15    | 19 de juliol   | Regne Unit      | Brands Hatch | Alain Menu         |
| 16    | 19 de juliol   | Regne Unit      | Brands Hatch | Augusto Farfus     |
| 17    | 6 de setembre  | Alemanya        | Oschersleben | Andy Priaulx       |
| 18    | 6 de setembre  | Alemanya        | Oschersleben | Augusto Farfus     |
| 19    | 20 de setembre | Itàlia          | Imola        | Gabriele Tarquini  |
| 20    | 20 de setembre | Itàlia          | Imola        | Yvan Muller        |
| 21    | 1 de novembre  | Japó            | Okayama      | Andy Priaulx       |
| 22    | 1 de novembre  | Japó            | Okayama      | Augusto Farfus     |
| 23    | 22 de novembre | Macau           | Macau        | Robert Huff        |
| 24    | 22 de novembre | Macau           | Macau        | Augusto Farfus     |

## Resultats finals

### Constructors
| Pos. | Constructor | Cotxe             | Victòries | Punts |
| ---- | ----------- | ----------------- | --------- | ----- |
| 1    | SEAT        | SEAT León TDI     | 8         | 314   |
| 2    | BMW         | BMW 320si         | 10        | 311   |
| 3    | Chevrolet   | Chevrolet Lacetti | 6         | 215   |
| 4    | Lada        | LADA 110 2.0      | 0         | 83    |